# Granastyochus nigropunctatus
Granastyochus nigropunctatus là một loài bọ cánh cứng trong họ Cerambycidae.